# Мунации
Мунациите (Gens Munacia) са римска плебейска фамилия от Древен Рим. Имат когномен: Флак, Грат, Планк и Руф (Flaccus, Gratus, Plancus, Rufus).
Известни от фамилията:
- Гай Мунаций, триумвир 177 пр.н.е.
- Мунаций Руф, приятел на Катон Млади
- Мунаций (заговорник), заговорник на Катилина
- Тит Мунаций Планк Бурса, народен трибун 52 пр.н.е.
- Гай Мунаций Планк, претор 43 пр.н.е.
- Луций Мунаций Планк, генерал, консул 42 пр.н.е.
  - Луций Мунаций Планк (консул 13 г.)
  - Мунаций, comes на Тиберий по време на дипломатическата му мисия на Изток
    - Мунация Планцина, втората съпруга на Гней Калпурний Пизон (консул 7 пр.н.е.) (консул 7 пр.н.е.). Семейството е обвинено, че е отровило Германик и Тиберий.
- Луций Мунаций Гал, легат на Нумидия 100 – 103 г.
- Луций Мунаций Феликс, римски управител на Египет 149 – 154 г.
- Марк Мунаций Сула Цериал, консул 215 г.
  - Марк Мунаций Сула Урбан, консул 234 г.